# Oicho-Kabu
L'oicho-kabu (おいちょかぶ) est un jeu de cartes traditionnel japonais semblable au blackjack et au baccara.
Le mot yakuza tirerait son origine de ce jeu, où il dériverait de la pire main qu'il soit possible de toucher (8-9-3), ou « ya-ku-sa » (八・九・三) en japonais, dont le total fait 20, et équivaut donc à 0.

## Principes généraux

### Cartes
On joue traditionnellement au oicho-kabu avec un paquet de cartes de kabufuda. Il est également possible d'utiliser des cartes de hanafuda, en retirant les deux derniers mois. On peut, enfin, y jouer avec un jeu de 52 cartes auquel on aura retiré soit les trois figures, soit le 10, la dame et le roi.
Le jeu de cartes se compose donc de 40 cartes réparties en quatre suites identiques de dix cartes d'une valeur de 1 à 10 (le valet comptant pour un 10 dans un jeu de kabufuda).

### Principes du jeu
La partie oppose chaque joueur individuellement au donneur. Le but est de battre le donneur en se rapprochant le plus possible de 9 points, sans dépasser ce total, ou de réaliser certaines combinaisons de cartes.
Comme au baccara, c'est le chiffre des unités du total de votre main qui donne sa valeur : un total de 15 vaut 5, un total de 20 vaut 0, etc.
Si un joueur fait un score ou une combinaison inférieure à celle du donneur, ce dernier reçoit les mises du joueur, si un joueur fait plus ou le même nombre de points que le donneur, le joueur remporte le double de sa mise. 

### Déroulement d'une manche
Il y a un donneur et des joueurs. Le donneur peut changer à chaque manche au cours de la partie. Dans le cas où le donneur représente un établissement, il reste donneur tout au long de la partie, son rôle étant alors celui d'un croupier.
Au  début du tour, le donneur distribue une première carte à chaque joueur. Cette carte ne servira pas pour le reste de la manche mais permet d'avoir un aperçu du jeu. Le donneur se distribue ensuite une carte qui constitue le début de sa main.
Ensuite, il distribue quatre cartes face visible devant lui. Les joueurs, à l'exception du donneur, vont pouvoir parier sur une ou plusieurs cartes. Le premier joueur à parier change à chaque manche.
On peut parier sur une ou plusieurs cartes, entre 0 et 100 jetons maximum par tour, tous joueurs confondus. Ainsi, le total des mises pariées par les joueurs sur les quatre cartes ne doit pas excéder 100 jetons. Il est possible de parier sur une carte où un autre joueur a déjà parié.
Lors de cette étape de paris :
- Il est mal vu de parier 100 jetons car les joueurs suivants ne peuvent plus parier sur ce tour ;
- Il faut au moins parier 10 jetons sur une carte.

Une fois les paris faits, le donneur dépose une carte face cachée sur chacune des quatre carte face visible. Dans le cas où aucune mise n'avait été déposée sur une carte, la seconde carte est déposée face visible. Le donneur reçoit aussi une seconde carte.
Le premier joueur qui avait parié sur une carte peut regarder la nouvelle carte qui lui est associée face cachée. Il peut ensuite décider d'y faire ajouter une troisième carte ou non au tour suivant.
Par exemple, dans le cas suivant nous avons les paris suivants sur les quatre cartes déposées face visible : 
| Tas                         | 1 | 2         | 3         | 4         |
| --------------------------- | - | --------- | --------- | --------- |
| Joueur A (premier à parier) |   | 20 jetons |           | 30 jetons |
| Joueur B (second à parier)  |   | 10 jetons | 10 jetons |           |
| Joueur C (dernier à parier) |   |           | 30 jetons |           |

Ainsi :
- Le joueur A peut voir et donc décider de rajouter une carte ou non sur le 2e et le 4e tas ;
- Le joueur B peut voir le 2e et le 3e tas mais ne peut que décider pour le 3e tas ;
- Le joueur C peut voir le 3e tas seulement mais ne pourra pas décider.

Une fois que tous les joueurs ont vu leurs cartes et pris une décision, le donneur distribue une carte face cachée additionnelle sur les tas où la décision a été faite d'ajouter une carte. Le donneur décide aussi à ce moment-là s'il se sert une troisième carte ou non. 
Pour finir, on révèle les cartes et le donneur montre sa main.

### Calcul des points
L'objectif du tour étant d'avoir plus de points que le donneur pour recevoir la mise pariée sur un tas de cartes, on compare les résultats obtenus par chaque tas de cartes.
On additionne la valeur des cartes et on prend en compte seulement l'unité (15 équivaut à 5, 19 équivaut à 9, etc.). Il y a enfin des combinaisons, qui sont supérieures à un score de 9, de la plus forte à la moins forte :
- Arashi, un brelan ;
- Kuppin, un 9 et un 1 ;
- Shippin, un 4 et un 1.

Dans certaines règles, les combinaisons kuppin et shippin ne sont réalisables que par le donneur et seulement s'il reçoit en première carte un 4 ou un 9 et que sa seconde carte est un 1.
Chaque joueur qui a parié sur un tas qui défait la main du donneur double sa mise. Dans le cas d'un arashi le joueur triple sa mise. Les mises pariées sur des tas de cartes battus par la main du donneur sont empochées par le donneur.

## Variantes

### Combinaisons
Localement certaines combinaisons additionnelles peuvent être utilisées.
- Niichi, un 2 et un 1 (non-réalisable si on décide de recevoir une troisième carte) ;
- Sido, un 4 et un 10 ;
- Shiro, un 4 et un 6 ;
- Zoro, une paire. Réalisable aussi bien par le donneur que les joueurs. La paire la plus forte est celle de 9, la plus faible celle de rois (10) ;
- Zoro tsubushi, un 7 et un 3 ;
- Wakesatsu, un 4 et un 9 ;
- Toichi ou Toppin, un 1 et un 10. Dans certaines règles il faut recevoir d'abord le 10, puis le 1 ;
- Nobori, suite croissante de trois cartes ;
- Kudari, suite décroissante de trois cartes ;
- Fujin, un 3, un 7 et un 10 (l'ordre ne compte pas) ;
- Raijin, un 4, un 7 et un 9 (l'ordre ne compte pas) ;
- Ichinisan, un 1, un 2 et un 3 (l'ordre ne compte pas) ;
- Shichigosan, un 7, un 5 et un 3 (l'ordre ne compte pas) ;
- Doshippin, un 1 et deux 10 (l'ordre ne compte pas) ;
- 38 Kō, quand on joue avec un jeu de hanafuda, combinaison des cartes lumières 3 et 8.

### Règles
Localement certaines règles additionnelles peuvent être utilisées. Les cartes du donneur peuvent être toutes cachées ou toutes visibles. La première carte distribuée à chaque joueur pour se faire une idée du jeu peut ne pas être distribuée.

## Dans la culture populaire
L'oicho-kabu est présent en tant que mini-jeu dans la série de jeux vidéo Yakuza.